# Alessio Picariello
Clemente Alessio Picariello (né le 27 août 1993 à Gosselies, en Belgique) est un pilote automobile belge d'origine italienne qui participe à 2025 IMSA SportsCar Championship au volant d'AO Racing. Il a remporté le championnat ADAC Formel Masters en 2013, l'Audi R8 LMS Cup en 2017 et est deux fois champion de la catégorie GT de l'European Le Mans Series, étant devenu champion en 2020 et 2023 avec l'écurie allemande Proton Competition,. En 2024, il remporte les 12 heures de Bathurst en catégorie Pro-AM avec l'équipe Manthey Racing et plusieurs manches du GT World Challenge Asia lui permettant de finir 2e au championnat,,.

## Carrière

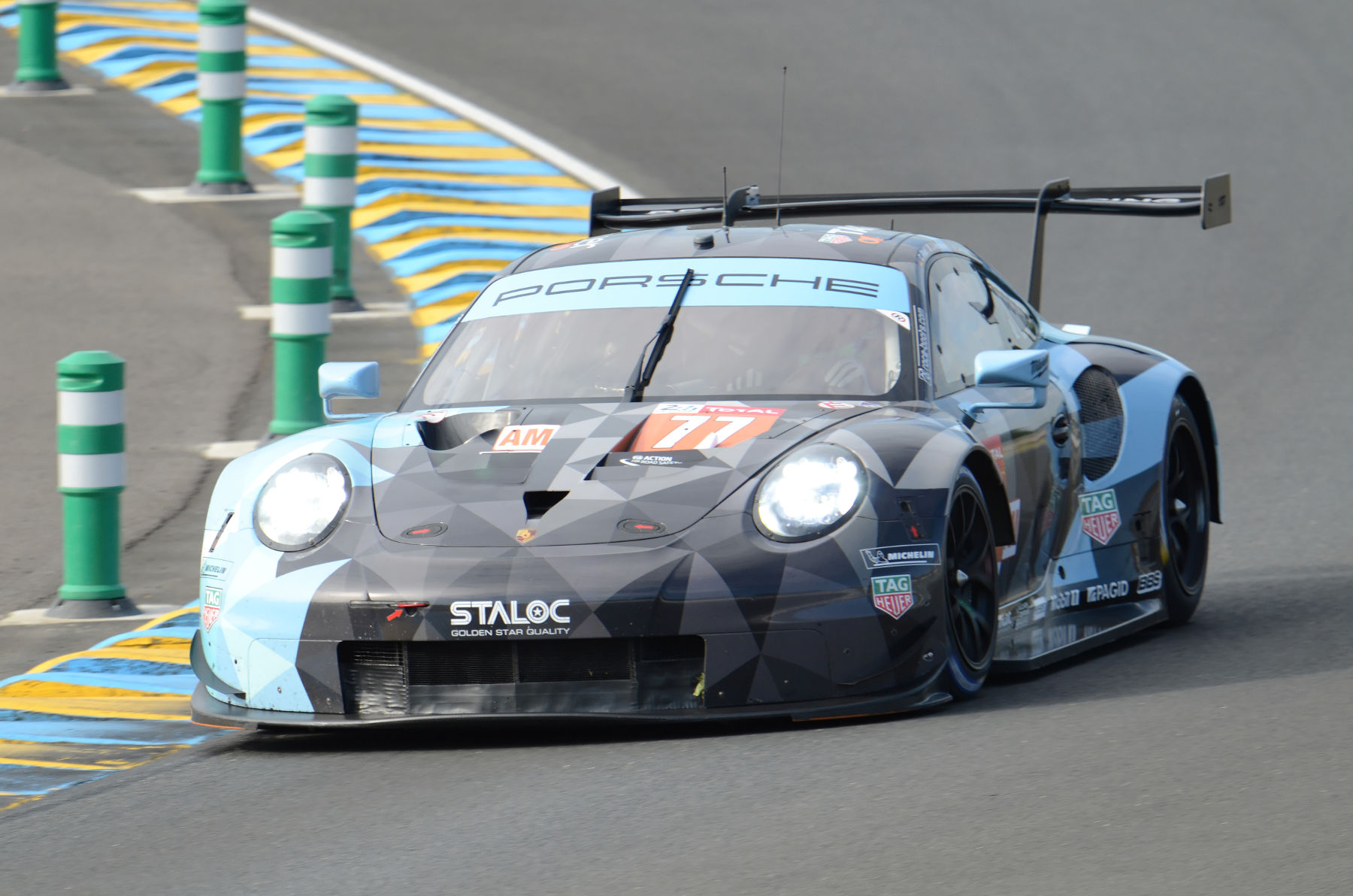
Porsche 911 RSR n°77 de l'écurie Proton Competition

En 2020, fort de son expérience en Asie, Alessio Picariello a reçu le support de Porsche Motorsport Asia Pacific. Fort de ce soutien, il a rejoint les rangs du Proton Competition afin de participer au championnat European Le Mans Series aux mains d'une Porsche 911 RSR avec comme coéquipiers le pilote italien Michele Beretta et le pilote et propriétaire d'écurie allemand Christian Ried. Il trouva rapidement ses marques et remporta la première manche du championnat, les 4 Heures du Castellet, au nez et à la barbe des Ferrari 488 GTE Evo, pourtant en surnombre. Il monta ensuite à deux occasions sur la seconde marche du podium lors des Castellet 240 et des 4 Heures de Monza pour finir la saison en beauté avec une victoire aux 4 Heures de Portimão. Ces performances lui ont ainsi permis de remporter le titre pilote des European Le Mans Series. Afin de boucler une belle saison, Alessio Picariello a participé à la dernière manche du championnat du monde d'endurance 2019-2020 en remplaçant Andrew Watson (en) pour les 8 Heures de Bahreïn au sein de l'écurie anglaise Gulf Racing UK, toujours aux mains d'une Porsche 911 RSR.

## Palmarès

### Résultats aux12 heures de Sebring
| Année | Écurie                          | Copilotes                              | Voiture     | Classe | Tours | Pos. | Class Pos. |
| ----- | ------------------------------- | -------------------------------------- | ----------- | ------ | ----- | ---- | ---------- |
| 2018  | Montaplast avec Land Motorsport | Sheldon van der Linde Christopher Mies | Audi R8 LMS | GTD    | 321   | 20e  | 4e         |

### Résultats auxEuropean Le Mans Series
| Année | Ecurie             | Châssis         | Moteur                    | Classe | 1     | 2     | 3     | 4     | 5     | Position | Points |
| ----- | ------------------ | --------------- | ------------------------- | ------ | ----- | ----- | ----- | ----- | ----- | -------- | ------ |
| 2020  | Proton Competition | Porsche 911 RSR | Porsche 4,0 l Flat-6 Atmo | LMGTE  | LEC 1 | SPA 6 | LEC 2 | MON 2 | POR 1 | 1re      | 71     |

### Résultats auxAsian Le Mans Series
| Année     | Ecurie          | Châssis     | Moteur              | Classe | 1     | 2     | 3     | 4     | 5 | Position | Points |
| --------- | --------------- | ----------- | ------------------- | ------ | ----- | ----- | ----- | ----- | - | -------- | ------ |
| 2015-2016 | Absolute Racing | Audi R8 LMS | Audi 5,2 l V10 Atmo | GT     | FUJ   | SEP 7 | BUR 2 | SEP 1 |   | 5e       | 50     |
| 2016-2017 | Absolute Racing | Audi R8 LMS | Audi 5,2 l V10 Atmo | GT     | ZHU 5 | FUJ   | BUR   | SEP   |   | 14e      | 10     |